# عناق الأرض
عَنَاق الأرض أو مجرد العَنَاق،(مرادفات) من الحيوانات الثديية اللاحمة (آكلات اللحوم) والتي تتبع فصيلة السنوريات. يعتبر هذا الحيوان سنورًا شرسًا متوسط الحجم يصنف مع السنوريات الصغيرة، إلا أنه يعتبر أثقلها وأسرعها، إذ يمكن أن تقارب سرعته سرعة البج البالغ.

## التسمية
مرادفات: يعرف عناق الأرض بأسماء أخرى عديدة، منها العُنْفُط، والغُنْجُل، والقُنْجُل، والفُنْجُل، والعُنْجُل، والحُنْجُل، والفُرَانِق، وأم ريشات، والتُّفَه، والتُّفَّة (تشير الأخيرتان أيضا ألى نوع آخر من السنوريات)، كما تسمى أيضًا بأسماء غير دقيقة وهي الوشق المصري والوشق الفارسي، والوشق الإفريقي، والوشق الصحراوي، وأيضا بالكراكال أو القرقول تعريبًا.

## الوصف والخواص الأحيائية
يصل معدل وزن ذكور عناق الأرض إلى ما بين 13 و 18 كيلوغرامًا (28 - 40 رطلًا)، أما الإناث الأصغر حجمًا فإن معدل وزنها هو 11 كيلوغرام. ويتشابه العناق في الشكل مع الوشق الأوراسي، وكان يصنف لفترة طويلة على أنه من الأقارب وثيقة الصلة بالأوشاق، أما حاليًا فقد أظهرت الدراسات التي جرت على حمضها النووي بأن هذه الحيوانات لا تعتبر من أقارب الوشق على الإطلاق بل من أقارب البج والسنور الذهبي الإفريقي.
يبلغ طول الوشق الصحراوي حوالي 65 سم (حوالي قدمين)، بينما يبلغ طول الذيل من 20 سم إلى 30 سم (حوالي قدم)، ويبلغ ارتفاعه عند الكتفين من 40 سم إلى 45 سم. ولعناق الأرض قوائم أطول وجسم أكثر نحولًا من ذاك الذي للوشق، ويتباين لون فرائها حسب المنطقة التي تعيش فيها، حيث يكون ذا لون مُصفر أو بُني مُحمر فاتح أو بُني رملي في المناطق الجافة، إلى لون أحمر قرميدي أو أحمر نبيذي (داكن) في المناطق المطيرة، كما يأتي البعض من هذه الحيوانات بلون أسود في بعض الأحيان. تمتلك صغار العناق بقعًا ضاربة إلى الحمرة على القسم السفلي من جسدها، أما البالغة فلا تمتلك أي علامات على جسدها عدا البقع السوداء فوق عيونها. إن بؤبؤ عينيّ العنّاق يتقلص ليتخذ شكلًا دائريًّا عوضًا عن الشكل الهلالي الموجود عند معظم السنوريات الصغيرة.
وتعتبر آذان العناق الطويلة السوداء والتي تنتهي بخصل طويلة من الفرو أبرز المظاهر التي تميزه، وهذه السمة هي التي أدت إلى نشوء اسمه في العديد من اللغات اللاتينية (كاراكال = Caracal) والمشتقة من التركية (كاراكولاك = karakulak = الآذان السوداء)، وترتبط بآذان هذا الحيوان قرابة العشرين عضلة لتساعده على العثور على طريدته بينما تساعد خصل الفراء على تحديد موقع الفريسة بالضبط. تمتلك هريرات العناق لونًا أسودًا على المنطقة الخارجية من أذنيها، إلا أن هذا اللون يختفي مع تقدم الحيوان في السن.

## التناسل
تتناسل هذه الحيوانات خلال أي وقت من السنة؛ إلا أن احتمال حصول هذا في الفترات التي تكون فيها متطلبات التغذية متوافرة بشكل جيد، يبقى أكبر من غيره، والسبب في ذلك هو أن وفرة الغذاء تحث الدورة النزوية عند الإناث. تدوم فترة الحمل بين 68 و 81 يومًا، ويحوي البطن بين هريرة واحدة إلى 6 هريرات، ويُلاحظ أنه بالنسبة للبطون التي تولد في مؤلها الطبيعي، فإن أقصى عدد تحويه من الهريرات يصل إلى 3، أما تلك التي تولد في الأسر فهي تحوي صغارًا أكثر نظرًا لتأمين جميع متطلبات الأم الغذائية على أكمل وجه. تستقل الهريرات عن والدتها عندما تصل لسن 9 أو 10 أشهر، لكنها لا تتناسل بنجاح إلى أن تبلغ سن 14 أو 15 شهرًا.

## المسكن والحمية

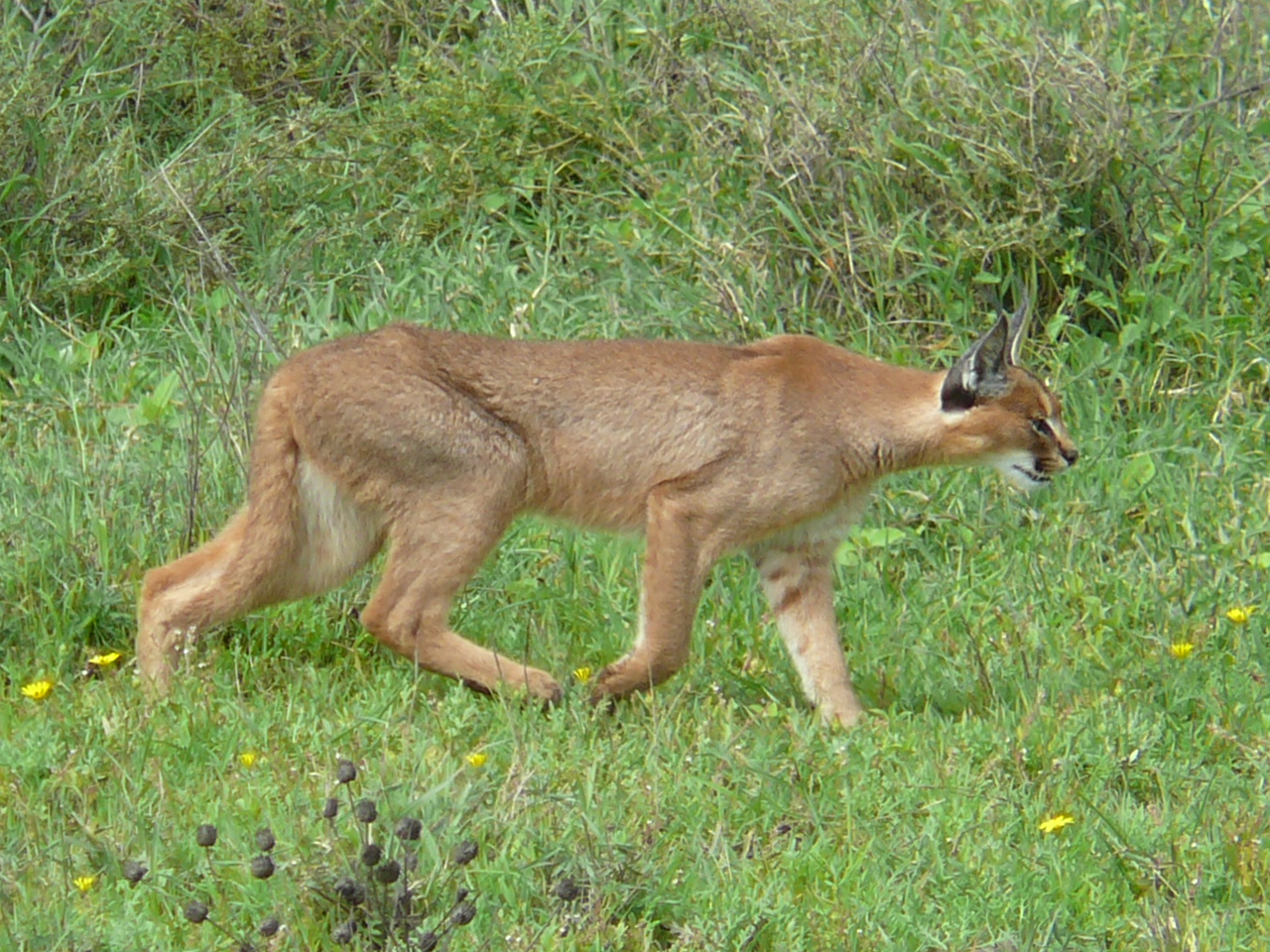
عناق يتسلل نحو طريدة في سهول السيرينغيتي

ينتشر عناق الأرض في العديد من دول إفريقيا وآسيا الغربية وصولًا إلى إيران والهند، وتسكن هذه الحيوانات الغابات والسافانا والهور وشبه الصحاري وغابات الأشجار القمئية، لكنه يفضل المناطق الجافة ذات الأمطار المنخفضة وتوافر الغطاء في الموائل الجبلية،. يعتبر العناق حيوانًا مناطقي أي يسيطر على منطقة ويدافع عنها ضد الدخلاء، كما أنه حيوان انعزالي في العادة إلا أنه من الممكن أن يعيش في أزواج، وتستطيع هذه الحيوانات العيش بدون ماء لفترة طويلة إذ أنها تحصل على معظم حاجتها من العصارات التي تستخلصها من طرائدها.
يصطاد العناق أثناء الليل بشكل رئيسي، إلا أنه يصطاد خلال النهار أيضًا في المواسم الباردة، وهو يقتات على القوارض والأرانب البرية والوبر، وقد يهاجم طرائد أكبر حجمًا في بعض الأحيان من شاكلة الغزلان، الظباء الصغيرة، أو النعام اليافعة. تعتبر هذه الحيوانات انتقائية في أكلها، فهي لا تقرب الأمعاء وغيرها من الأعضاء الداخلية لذبيحتها كما تقتلع فراء الطرائد الأكبر حجمًا مثل الوبر، وتتفادى أكل الشعر عن طريق قص اللحم ونزعه عن الجلد بدقة، إلا أنها مع ذلك تقوم بأكل ريش الطيور الصغيرة التي تمسك بها كما وتستحمل أكل اللحوم العفنة.
يتميز العناق بمهارته في صيد الطيور، فهو قادر على التقاط أحدها أثناء طيرانه أو حتى أكثر من واحد في بعض الأحيان، ويستطيع هذا الحيوان التسلق والقفز بمهارة مما يمكنه من القبض على الوبر بفعالية أكبر من أي حيوان ضار أخر. يمتد أمد حياة عناق الأرض إلى 12 عامًا في البرية و 17 عامًا في الأسر، وهذه السنوريات قابلة للاستئناس كثيرًا وهي تستخدم للصيد في إيران والهند كما تم استخدامها في إحدى مطارات جنوب إفريقيا لتصطاد الطيور التي كانت تعشش على جانبي المدرّج والتي كان طيرانها يسبب مشاكل إقلاع وهبوط للطائرات.

## الحفاظ على النوع

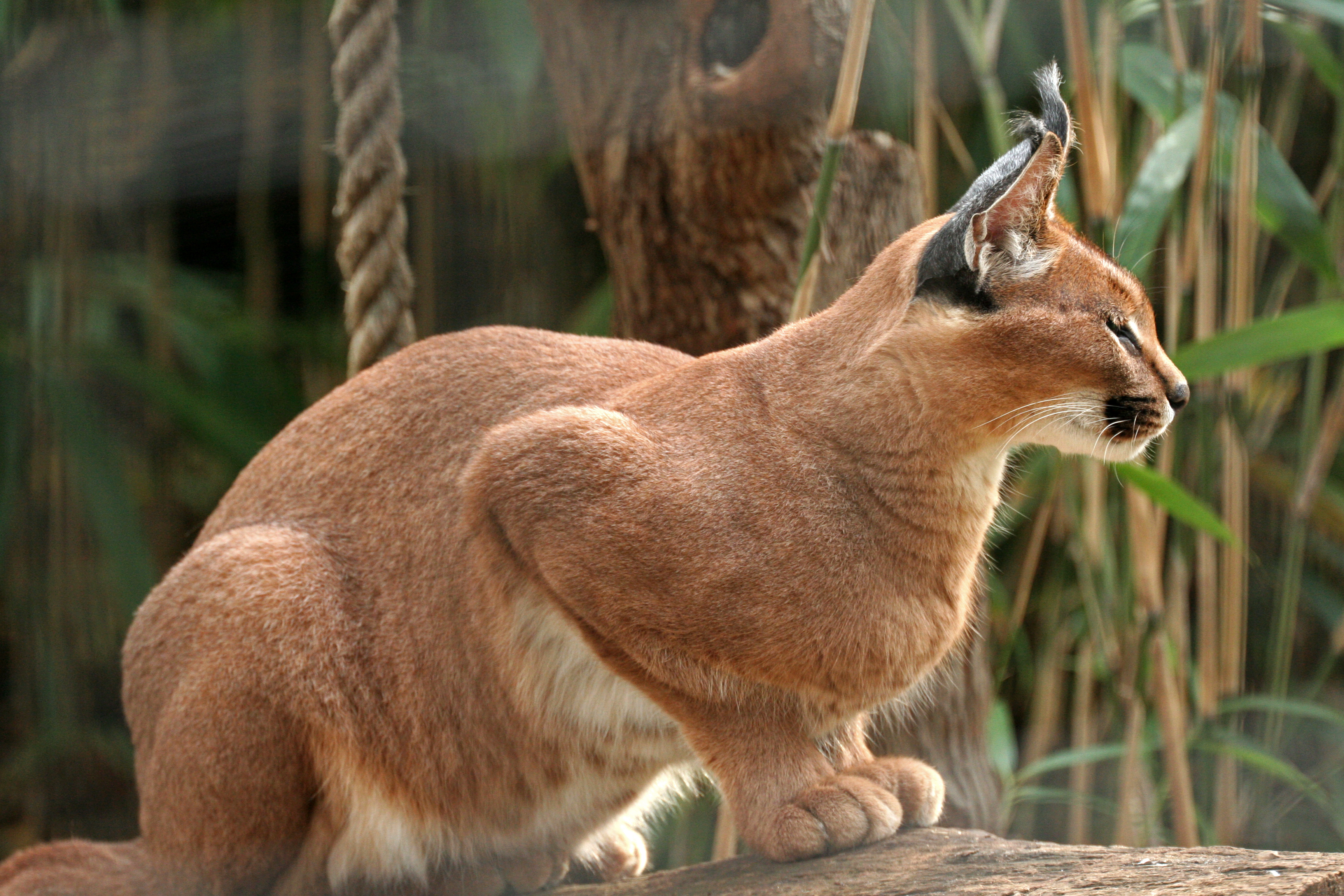
عناق أرض في حديقة الحيوانات الوطنية، واشنطن.

يحتفظ بعناق الأرض حيوانَ منزل في بعض الأحيان لسهولة استئناسه، ويقال بأنه يتأقلم بسهولة مع العيش بجانب الإنسان، وبالمقابل يرى العديد من المزارعين في إفريقيا هذا الحيوان على أنه طفيلي أو حيوان ضار يجب التخلص منه، وذلك لأن هذه الحيوانات تتسلق سياج الحظائر في بعض الأحيان لتفتك بالدجاج وغيرها من الدواجن.
يستحيل رؤية العناق في البرية تقريبًا، ولا يعود السبب في ذلك أن عدد هذه الحيوانات قليل، وإنما بسبب مقدرة هذه الحيوانات على الاختباء بشكل جيّد، وغالبًا ما يشاهد السائحون العديد من أصناف الحيوانات الأخرى أثناء رحلات السفاري في بلدان مثل كينيا وبوتسوانا ولكنهم نادرًا ما يشاهدون أي عناق أرض. وقد تمّ تهجين العناق مع القطط المستأنسة في حديقة حيوان موسكو.

## النويعات والانتشار

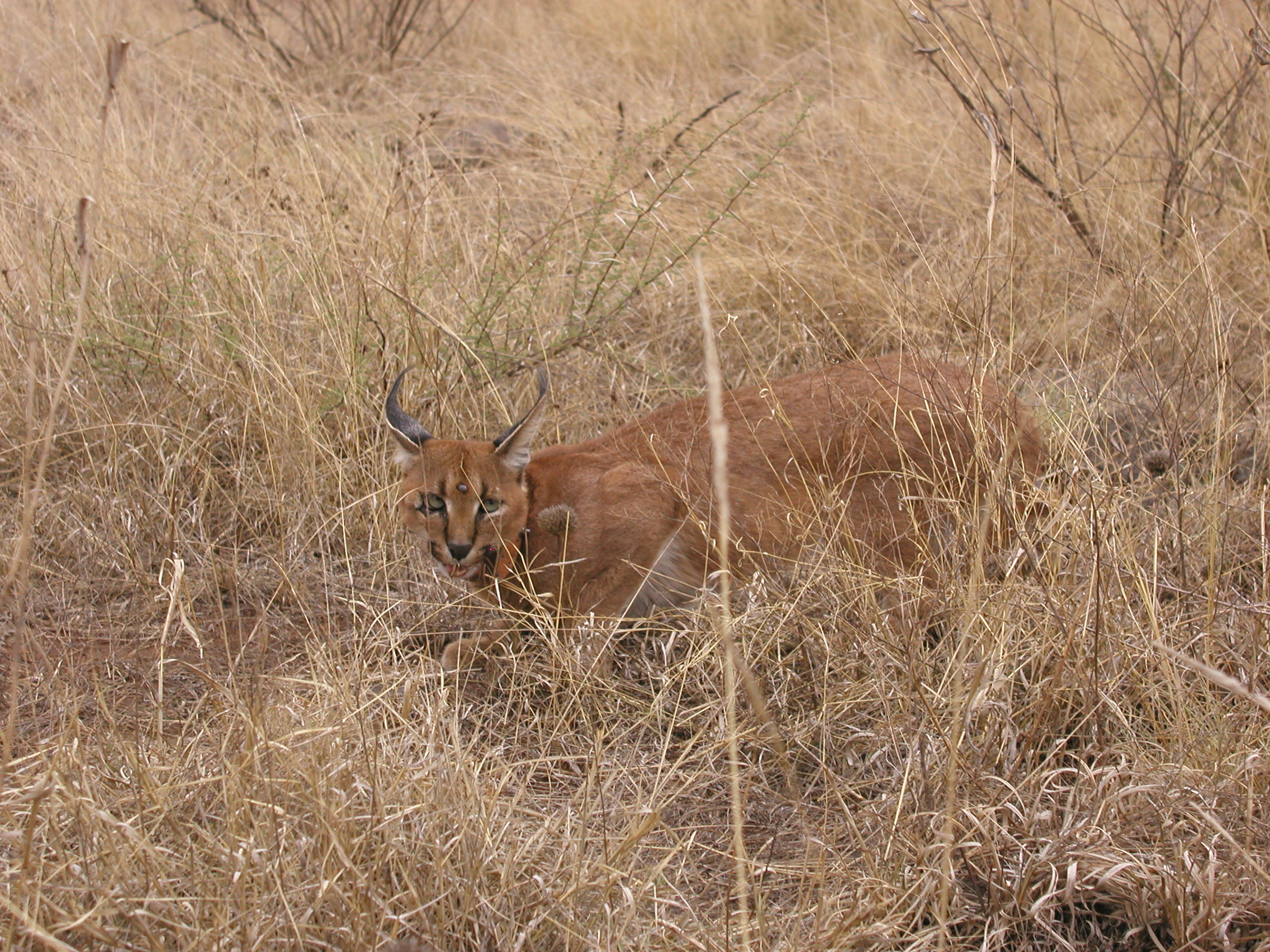
عناق أرض من النويع الجنوبي، جنوب إفريقيا.

في القرنين التاسع عشر والعشرين، وُصف العديد من عينات عناق الأرض واقتراحها نويعاتٍ. منذ عام 2017، اُعتُرف بثلاثة نويعات على أنها صالحة:
- عناق الأرض الجنوبي (C. c. caracal) (شريبر، 1776) - يوجد في جنوب وشرق إفريقيا.
- عناق الأرض الشمالي (C. c. nubicus) (فيشر، 1829)[18] - يوجد في شمال وغرب إفريقيا.
- عناق الأرض الآسيوي (C. c. schmitzi) (ماتشي [الإنجليزية]، 1912)[19] – يوجد في آسيا.

## وصلات خارجية
- فيديو لعناق يصطاد طائراً في سهول السرينغتي في تنزانيا على يوتيوب
- أطروحة دكتوراه : السنوريات العربية . رحلة عِلمية حيوانية في رُبوع فلسطين والبلاد العربية وأوروبا بين الأعوام 1980 - 2007 . بقلم : د. نورمان علي بسام خلف اليافاوي . جامعة أشوود، الولايات المتحدة الأمريكية، 2007